# Дисекција аорте
Дисекција аорте или дисекантна анеуризма аорте је поремећај аорте који се карактерише уздужним цепањем њеног зида, при чему крв улази у пукотину и тако настаје други, лажни лумен аорте.
Дисекцију аорте неки сврставају у анеуризме аорте, док је други издвајају као посебну болест. Анеуризма је проширење крвних судова (аорте) услед урођене или стечене слабости њиховог зида.
Аортне дисекције чине око 15-20% свих анеуризми.

## Узрок и фактори ризика
У настанку дисекције аорте следећи фактори играју књучну улогу:
- Хипертензија (повишен крвни притисак) је један од фактора ризика за настанак дисекције аорте, јер долази до оштећења њеног зида (посебно ендотела).
- Атеросклероза такође изазива оштећење ендотела (унутрашњег слоја зида), тако да се могу јавити пукотине у ендотелу из којих се развија дисекција.
- Марфанов синдром је урођен поремећај у синтези еластичних влакана крвних судова (аорте), који доводи до слабости њиховог зида (аорта је богата еластичним влакнима). Такође може се јавити и обољење цистична некроза медије (средњег слоја аортног зида), услед кога настају пукотине у њему из којих може настати дисекција.
- Јатрогени фактори нпр. механичка поврада аортног зида у току катетеритације срчаних артерија, пласирања интрааорталне балон пумпе..
- Механичке повреде услед нпр. саобраћајних несрећа, падова са велике висине...

Најчешће дисекција аоте почиње стварањем пукотине у унутрашњем делу њеног зида у ендотелу и интими. Крв која протиче кроз аорту има висок притисак (преко 120 mm Hg у току систоле), тако да се мале пукотине могу врло брзо проширити и захватити дубље слојеве аортног зида. Услед продора крви у средњи слој и њеног кретања долази до уздужног цепања овог слоја, тако да настаје још један, лажни лумен.   
Ова два лумена одвојена су слојем интиме и ендотела. Даљи ток може бити двојак. Услед ширења пукотине може доћи до њеног поновог спајања са правим луменом аорте, односно кроз нову пукотину интиме (унутрашњег слоја) крв се враћа у прави лумен. 
Уколико дође до ширења пукотине према споља у спољашњем слоју зида, може доћи до његовог пуцања и тешког крварења (смртност је готово 100%).
Дисекције аорте се најчешће јављају у усходном делу аорте (око 65%), луку аорте и нисходном делу аорте, најчешће дистално од лигаментума артериозума, а могу се проширити на целу грудну и трбушни аорту и захватити илијачне артерије. 

Један део дисекција аорте настаје услед стварања пукотина и циста у њеном средњем делу (медија), које слабе зид аорте и могу довести до дисекције и анеуризме. Овакве промене јављају се код Марфановог синдрома и цистичне некрозе медије.

## Симптоми
У почетку готово да и нема симптома, понекад се могу осетити пулсације. Један од симптома може бити и разлика у крвном притиску између леве и десне руке.
Нагла појава симптома у виду јаких, оштрих болова (који се шетају), шока, губитка свести су већ поодмакли знаци цепања артеријског зида. 
Дисекција усходног дела аорте може довести до срчаних поремећаја као што су: инсуфицијенција аортног залиска, инфаркт, перикардна тампонада...

## Подела
Дисекција аорте је подељена под де Бејкијевој и Станфордовој класификацији на основу локализације и проширености.

### Де Бејкијева подела
Основни критеријум ове класификације је локализација и дужина дисекције. По овој дисекцији постоји 3 типа аортне дисекције:
- I Дисекција почиње у почетном делу аорте (усходи део аорте) и шири се цело дужином аорте при чему обухвата усходни део аорте, аортни лук, нисходи део аорте, грудну аорту, трбушну аорту и даље.
- II Дисекција почиње као и код типа I у пошетном делу аорте (усходни део аорте), али је ограничена на усходни део аорте.
- III Дисекција започиње у нисходном делу аорте и према стапену раширености разликујемо тип:
  - IIIа, где се дисекција ширин на грудну аорту и
  - IIIб, где дисекција обухвата грудну, трбушну аорту и шири се даље.

### Станфордова подела
Критеријум ове поделе је да ли је захваћен усходни део аорте. Постоје 2 типа дисекције по овој класификацији:
- А Код овог типа је усходни део аорте захваћен.
- Б Усходни део аорте није захваћен.

Значај усходног дела је у томе што дисекције на овој локацији често доводе до горе поменутих срчаних проблема, зато су и много опасније од осталих.
Од дијагностичкх метода може се користити трансезофагеална ехекардиографија (ултразвук), компјутерска томографија (ЦТ скенер), магнетна резонанца, аортографија предсатвљање аорте помоћу контрастног средства рендгена), ЕКГ...
Од терапијских смерница битно је смањивање фактора ризика нпр. регулација крвног притиска...
У случају дисекције могуће је одстрањивање дисекције и реконструкција зида аорте помоћу разних протеза. 